# 鹿児島相互信用金庫
鹿児島相互信用金庫（かごしまそうごしんようきんこ）は、鹿児島県鹿児島市泉町に本店を置く信用金庫。略称は相信。

## 沿革
- 1931年（昭和 6年） 2月 - 有限責任鹿児島種苗信用利用組合として設立。
- 1935年（昭和10年） 4月 - 保証責任鹿児島相互信用利用組合に改組。
- 1947年（昭和22年） 6月 - 保証責任鹿児島相互信用購買利用組合に改称。
- 1950年（昭和25年） 2月 - 鹿児島相互信用組合に改組。
- 1950年（昭和25年） 3月 - 鹿児島商工信用組合と合併する。
- 1951年（昭和26年）10月 - 信用金庫法に基づき、鹿児島相互信用金庫となる。
- 1955年（昭和30年） 1月 - 鹿児島企業信用金庫と合併する。
- 2004年（平成16年） 2月 - 川内信用金庫を合併する[2]。
- 2011年（平成23年） 7月 - 本部を移転。
- 2018年（平成30年)   4月 - 17年間にわたって犯罪行為を含む不正行為をしたとして、職員144人を懲戒処分にする不祥事を起こした上、また九州財務局からの事実確認に対し隠蔽が図られたことから、金融庁より業務改善命令の発令を受ける。
- 2018年（平成30年）  6月 - 日本銀行は当金庫が考査契約違反をしたと発表。

## そうしんビジネスイノベーション大賞
2013年から県内の経済振興を目的に、各支店からの推薦を基に優秀な成果を挙げた企業・団体を表彰している。「食・アグリ部門」「エコ・環境部門」「その他部門」の3部門、のちに「ビジネス・イノベーション部門」「SDGs部門」の2部門あり、大賞、（準大賞）、優秀賞、（奨励賞）、特別賞が授与される。
第2回（2013年度）
- 大賞 － マトヤ技研工業
- 優秀賞 － グローバル・オーシャン・ワークス
- 優秀賞 － 江藤建設工業
- 特別賞 － 重久工芸
- 特別賞 － やまた水産食品

第4回（2016年度）
- 大賞 － アネット有限会社
- 準大賞 － 羽子田人工授精所
- 優秀賞 － にいやま園
- 優秀賞 － ベガハウス
- 特別賞 － 大隅ミート産業
- 特別賞 － 木原製作所

第6回（2018年度）
- 大賞 － ストーンワークス
- 準大賞 － 太洋花火
- 優秀賞 － くすもと食品
- 奨励賞 － 栄電社
- 特別賞 － 特定非営利活動法人がんばろう高山

第7回（2018年度）
- 大賞 － 南風ベジファーム
- 準大賞 － 樋脇精工
- 優秀賞 － 村商
- 特別賞 － クルーシャル・クーリング・パフォーマンス

第8回（2019年度）
- 大賞 － 大崎町衛生自治会
- 優秀賞 － ＦＴＨ
- 優秀賞 － 社会福祉法人光陽会
- 特別賞 － 特定非営利活動法人ぷれでお

## 不祥事

### 職員による集団着服・不正行為
2017年12月に職員による着服が発覚したことを受けて設置された第三者委員会の調査の結果、2001年3月から2018年1月にかけて職員23人が、約5億4,000万円の着服やノルマ達成のために、顧客の名義で定期積金などの商品を無断で契約、解約するため顧客から受け取ったクレジットカードを使用する等の不正を行っていたことが明らかになった（着服・流用などの犯罪行為が1,353件、便宜供与などの私的行為が243件）。23名のうち9名を解雇、3名を停職処分とした。11名は依願退職した。管理監督の問題があったとして上司を減給や降格とし、計144名が懲戒処分となった（全職員（681人）の2割以上にあたる）。稲葉直寿理事長は役員報酬を自主返納し、副理事長と専務理事、非常勤理事を報酬50％返納、専務理事の1人を停職3カ月の処分とした。

### 幹部の指示による隠蔽と業務改善命令
九州財務局は2018年4月20日、職員による着服や不正に関して事実確認のため報告を求めたところ、幹部の指示で隠蔽を図ったことを確認したとして、鹿児島相互信用金庫に対し、信用金庫法第89条第1項において準用する銀行法第26条第1項の規定に基づき、業務改善命令を出し、5月21日までに改善計画を出すように命じた。

### 顧客の個人情報が記載された書類の紛失
2018年4月20日、吉野支店で顧客の個人情報が記載された帳票などを紛失していたことを公表した。紛失した件数は3,275件で、紛失した情報には顧客の氏名、受取金額、払出金額、顧客番号、口座番号、証券番号などが含まれていた。2016年9月14日に誤って破棄した可能性が高いとしている。

### 考査契約違反
不正公表前の2013年と2016年に日本銀行の考査の時に、不正の事実を記していない資料を提出して隠蔽したとして、2018年6月1日に考査契約違反（考査契約第13条第1項第5号の「情報提供を正当な理由なく行わない場合」に該当）をしたと日本銀行から公表された。
この考査契約違反を受けて、日銀から、管理態勢の改善状況を3カ月に1回程度報告するよう要求された。

### その他不祥事
- 2019年12月25日 - 鹿屋支店の男性職員（40歳）が、2016年5月から18年3月にかけて累計9480万円を着服、流用していた。金庫は12月25日付で男性職員を懲戒免職処分とし、刑事告訴についても手続きを進めていくとした。被害者は15顧客36件。11月21日に「2、3年前に依頼した定期預金の解約金を受け取っていない」との顧客からの問い合わせがあり、発覚した。12月26日時点の被害金額は2003万円で、同信金が弁済または残高の修正を行うとしている[20]。